# 916 America
A 916 America (ideiglenes jelöléssel 1915 S1) a Naprendszer kisbolygóövében található aszteroida. Grigory Neujmin fedezte fel 1915. augusztus 7-én.